# Хохбергера тема
Те́ма Хохбергера — тема в шаховій композиції. Суть теми — вступним ходом білі розв'язують свою фігуру і вона грозить оголошенням мату. В захисті чорні б'ють фігуру, яка зробила вступний хід і щойно розв'язана біла фігура знову стає зв'язаною, але рухаючись по зв'язці, оголошує інший мат.

## Історія
Цю ідею запропонував в 1932 році шаховий композитор А. Хохбергер.
В початковій позиції біла тематична фігура зв'язана і білі вступним ходом розв'язують її, після чого виникає загроза мату від цієї фігури. Чорні, захищаючись від загрози, б'ють білу фігуру, яка зробила вступний хід, і тематична біла фігура знову стає зв'язаною, але наступним ходом, рухаючись по лінії зв'язки оголошує інший мат чорному королю. 
Ця ідея дістала назву — тема Хохбергера. Існує анти-форма теми — тема анти-Хохбергера.
|   | a | b | c | d | e | f | g | h |   |
| 8 | a7 чорна тура · e7 чорний пішак · a6 чорний слон · b6 білий слон · d6 чорний король · e6 білий пішак · f6 чорний слон · g6 чорний ферзь · a5 білий пішак · b5 білий пішак · a4 білий король · c4 білий ферзь · e4 чорна тура · f4 білий пішак · h4 білий кінь · a3 білий кінь · d2 білий пішак · e2 біла тура · g2 білий слон · d1 біла тура | a7 чорна тура · e7 чорний пішак · a6 чорний слон · b6 білий слон · d6 чорний король · e6 білий пішак · f6 чорний слон · g6 чорний ферзь · a5 білий пішак · b5 білий пішак · a4 білий король · c4 білий ферзь · e4 чорна тура · f4 білий пішак · h4 білий кінь · a3 білий кінь · d2 білий пішак · e2 біла тура · g2 білий слон · d1 біла тура | a7 чорна тура · e7 чорний пішак · a6 чорний слон · b6 білий слон · d6 чорний король · e6 білий пішак · f6 чорний слон · g6 чорний ферзь · a5 білий пішак · b5 білий пішак · a4 білий король · c4 білий ферзь · e4 чорна тура · f4 білий пішак · h4 білий кінь · a3 білий кінь · d2 білий пішак · e2 біла тура · g2 білий слон · d1 біла тура | a7 чорна тура · e7 чорний пішак · a6 чорний слон · b6 білий слон · d6 чорний король · e6 білий пішак · f6 чорний слон · g6 чорний ферзь · a5 білий пішак · b5 білий пішак · a4 білий король · c4 білий ферзь · e4 чорна тура · f4 білий пішак · h4 білий кінь · a3 білий кінь · d2 білий пішак · e2 біла тура · g2 білий слон · d1 біла тура | a7 чорна тура · e7 чорний пішак · a6 чорний слон · b6 білий слон · d6 чорний король · e6 білий пішак · f6 чорний слон · g6 чорний ферзь · a5 білий пішак · b5 білий пішак · a4 білий король · c4 білий ферзь · e4 чорна тура · f4 білий пішак · h4 білий кінь · a3 білий кінь · d2 білий пішак · e2 біла тура · g2 білий слон · d1 біла тура | a7 чорна тура · e7 чорний пішак · a6 чорний слон · b6 білий слон · d6 чорний король · e6 білий пішак · f6 чорний слон · g6 чорний ферзь · a5 білий пішак · b5 білий пішак · a4 білий король · c4 білий ферзь · e4 чорна тура · f4 білий пішак · h4 білий кінь · a3 білий кінь · d2 білий пішак · e2 біла тура · g2 білий слон · d1 біла тура | a7 чорна тура · e7 чорний пішак · a6 чорний слон · b6 білий слон · d6 чорний король · e6 білий пішак · f6 чорний слон · g6 чорний ферзь · a5 білий пішак · b5 білий пішак · a4 білий король · c4 білий ферзь · e4 чорна тура · f4 білий пішак · h4 білий кінь · a3 білий кінь · d2 білий пішак · e2 біла тура · g2 білий слон · d1 біла тура | a7 чорна тура · e7 чорний пішак · a6 чорний слон · b6 білий слон · d6 чорний король · e6 білий пішак · f6 чорний слон · g6 чорний ферзь · a5 білий пішак · b5 білий пішак · a4 білий король · c4 білий ферзь · e4 чорна тура · f4 білий пішак · h4 білий кінь · a3 білий кінь · d2 білий пішак · e2 біла тура · g2 білий слон · d1 біла тура | 8 |
| 7 | a7 чорна тура · e7 чорний пішак · a6 чорний слон · b6 білий слон · d6 чорний король · e6 білий пішак · f6 чорний слон · g6 чорний ферзь · a5 білий пішак · b5 білий пішак · a4 білий король · c4 білий ферзь · e4 чорна тура · f4 білий пішак · h4 білий кінь · a3 білий кінь · d2 білий пішак · e2 біла тура · g2 білий слон · d1 біла тура | a7 чорна тура · e7 чорний пішак · a6 чорний слон · b6 білий слон · d6 чорний король · e6 білий пішак · f6 чорний слон · g6 чорний ферзь · a5 білий пішак · b5 білий пішак · a4 білий король · c4 білий ферзь · e4 чорна тура · f4 білий пішак · h4 білий кінь · a3 білий кінь · d2 білий пішак · e2 біла тура · g2 білий слон · d1 біла тура | a7 чорна тура · e7 чорний пішак · a6 чорний слон · b6 білий слон · d6 чорний король · e6 білий пішак · f6 чорний слон · g6 чорний ферзь · a5 білий пішак · b5 білий пішак · a4 білий король · c4 білий ферзь · e4 чорна тура · f4 білий пішак · h4 білий кінь · a3 білий кінь · d2 білий пішак · e2 біла тура · g2 білий слон · d1 біла тура | a7 чорна тура · e7 чорний пішак · a6 чорний слон · b6 білий слон · d6 чорний король · e6 білий пішак · f6 чорний слон · g6 чорний ферзь · a5 білий пішак · b5 білий пішак · a4 білий король · c4 білий ферзь · e4 чорна тура · f4 білий пішак · h4 білий кінь · a3 білий кінь · d2 білий пішак · e2 біла тура · g2 білий слон · d1 біла тура | a7 чорна тура · e7 чорний пішак · a6 чорний слон · b6 білий слон · d6 чорний король · e6 білий пішак · f6 чорний слон · g6 чорний ферзь · a5 білий пішак · b5 білий пішак · a4 білий король · c4 білий ферзь · e4 чорна тура · f4 білий пішак · h4 білий кінь · a3 білий кінь · d2 білий пішак · e2 біла тура · g2 білий слон · d1 біла тура | a7 чорна тура · e7 чорний пішак · a6 чорний слон · b6 білий слон · d6 чорний король · e6 білий пішак · f6 чорний слон · g6 чорний ферзь · a5 білий пішак · b5 білий пішак · a4 білий король · c4 білий ферзь · e4 чорна тура · f4 білий пішак · h4 білий кінь · a3 білий кінь · d2 білий пішак · e2 біла тура · g2 білий слон · d1 біла тура | a7 чорна тура · e7 чорний пішак · a6 чорний слон · b6 білий слон · d6 чорний король · e6 білий пішак · f6 чорний слон · g6 чорний ферзь · a5 білий пішак · b5 білий пішак · a4 білий король · c4 білий ферзь · e4 чорна тура · f4 білий пішак · h4 білий кінь · a3 білий кінь · d2 білий пішак · e2 біла тура · g2 білий слон · d1 біла тура | a7 чорна тура · e7 чорний пішак · a6 чорний слон · b6 білий слон · d6 чорний король · e6 білий пішак · f6 чорний слон · g6 чорний ферзь · a5 білий пішак · b5 білий пішак · a4 білий король · c4 білий ферзь · e4 чорна тура · f4 білий пішак · h4 білий кінь · a3 білий кінь · d2 білий пішак · e2 біла тура · g2 білий слон · d1 біла тура | 7 |
| 6 | a7 чорна тура · e7 чорний пішак · a6 чорний слон · b6 білий слон · d6 чорний король · e6 білий пішак · f6 чорний слон · g6 чорний ферзь · a5 білий пішак · b5 білий пішак · a4 білий король · c4 білий ферзь · e4 чорна тура · f4 білий пішак · h4 білий кінь · a3 білий кінь · d2 білий пішак · e2 біла тура · g2 білий слон · d1 біла тура | a7 чорна тура · e7 чорний пішак · a6 чорний слон · b6 білий слон · d6 чорний король · e6 білий пішак · f6 чорний слон · g6 чорний ферзь · a5 білий пішак · b5 білий пішак · a4 білий король · c4 білий ферзь · e4 чорна тура · f4 білий пішак · h4 білий кінь · a3 білий кінь · d2 білий пішак · e2 біла тура · g2 білий слон · d1 біла тура | a7 чорна тура · e7 чорний пішак · a6 чорний слон · b6 білий слон · d6 чорний король · e6 білий пішак · f6 чорний слон · g6 чорний ферзь · a5 білий пішак · b5 білий пішак · a4 білий король · c4 білий ферзь · e4 чорна тура · f4 білий пішак · h4 білий кінь · a3 білий кінь · d2 білий пішак · e2 біла тура · g2 білий слон · d1 біла тура | a7 чорна тура · e7 чорний пішак · a6 чорний слон · b6 білий слон · d6 чорний король · e6 білий пішак · f6 чорний слон · g6 чорний ферзь · a5 білий пішак · b5 білий пішак · a4 білий король · c4 білий ферзь · e4 чорна тура · f4 білий пішак · h4 білий кінь · a3 білий кінь · d2 білий пішак · e2 біла тура · g2 білий слон · d1 біла тура | a7 чорна тура · e7 чорний пішак · a6 чорний слон · b6 білий слон · d6 чорний король · e6 білий пішак · f6 чорний слон · g6 чорний ферзь · a5 білий пішак · b5 білий пішак · a4 білий король · c4 білий ферзь · e4 чорна тура · f4 білий пішак · h4 білий кінь · a3 білий кінь · d2 білий пішак · e2 біла тура · g2 білий слон · d1 біла тура | a7 чорна тура · e7 чорний пішак · a6 чорний слон · b6 білий слон · d6 чорний король · e6 білий пішак · f6 чорний слон · g6 чорний ферзь · a5 білий пішак · b5 білий пішак · a4 білий король · c4 білий ферзь · e4 чорна тура · f4 білий пішак · h4 білий кінь · a3 білий кінь · d2 білий пішак · e2 біла тура · g2 білий слон · d1 біла тура | a7 чорна тура · e7 чорний пішак · a6 чорний слон · b6 білий слон · d6 чорний король · e6 білий пішак · f6 чорний слон · g6 чорний ферзь · a5 білий пішак · b5 білий пішак · a4 білий король · c4 білий ферзь · e4 чорна тура · f4 білий пішак · h4 білий кінь · a3 білий кінь · d2 білий пішак · e2 біла тура · g2 білий слон · d1 біла тура | a7 чорна тура · e7 чорний пішак · a6 чорний слон · b6 білий слон · d6 чорний король · e6 білий пішак · f6 чорний слон · g6 чорний ферзь · a5 білий пішак · b5 білий пішак · a4 білий король · c4 білий ферзь · e4 чорна тура · f4 білий пішак · h4 білий кінь · a3 білий кінь · d2 білий пішак · e2 біла тура · g2 білий слон · d1 біла тура | 6 |
| 5 | a7 чорна тура · e7 чорний пішак · a6 чорний слон · b6 білий слон · d6 чорний король · e6 білий пішак · f6 чорний слон · g6 чорний ферзь · a5 білий пішак · b5 білий пішак · a4 білий король · c4 білий ферзь · e4 чорна тура · f4 білий пішак · h4 білий кінь · a3 білий кінь · d2 білий пішак · e2 біла тура · g2 білий слон · d1 біла тура | a7 чорна тура · e7 чорний пішак · a6 чорний слон · b6 білий слон · d6 чорний король · e6 білий пішак · f6 чорний слон · g6 чорний ферзь · a5 білий пішак · b5 білий пішак · a4 білий король · c4 білий ферзь · e4 чорна тура · f4 білий пішак · h4 білий кінь · a3 білий кінь · d2 білий пішак · e2 біла тура · g2 білий слон · d1 біла тура | a7 чорна тура · e7 чорний пішак · a6 чорний слон · b6 білий слон · d6 чорний король · e6 білий пішак · f6 чорний слон · g6 чорний ферзь · a5 білий пішак · b5 білий пішак · a4 білий король · c4 білий ферзь · e4 чорна тура · f4 білий пішак · h4 білий кінь · a3 білий кінь · d2 білий пішак · e2 біла тура · g2 білий слон · d1 біла тура | a7 чорна тура · e7 чорний пішак · a6 чорний слон · b6 білий слон · d6 чорний король · e6 білий пішак · f6 чорний слон · g6 чорний ферзь · a5 білий пішак · b5 білий пішак · a4 білий король · c4 білий ферзь · e4 чорна тура · f4 білий пішак · h4 білий кінь · a3 білий кінь · d2 білий пішак · e2 біла тура · g2 білий слон · d1 біла тура | a7 чорна тура · e7 чорний пішак · a6 чорний слон · b6 білий слон · d6 чорний король · e6 білий пішак · f6 чорний слон · g6 чорний ферзь · a5 білий пішак · b5 білий пішак · a4 білий король · c4 білий ферзь · e4 чорна тура · f4 білий пішак · h4 білий кінь · a3 білий кінь · d2 білий пішак · e2 біла тура · g2 білий слон · d1 біла тура | a7 чорна тура · e7 чорний пішак · a6 чорний слон · b6 білий слон · d6 чорний король · e6 білий пішак · f6 чорний слон · g6 чорний ферзь · a5 білий пішак · b5 білий пішак · a4 білий король · c4 білий ферзь · e4 чорна тура · f4 білий пішак · h4 білий кінь · a3 білий кінь · d2 білий пішак · e2 біла тура · g2 білий слон · d1 біла тура | a7 чорна тура · e7 чорний пішак · a6 чорний слон · b6 білий слон · d6 чорний король · e6 білий пішак · f6 чорний слон · g6 чорний ферзь · a5 білий пішак · b5 білий пішак · a4 білий король · c4 білий ферзь · e4 чорна тура · f4 білий пішак · h4 білий кінь · a3 білий кінь · d2 білий пішак · e2 біла тура · g2 білий слон · d1 біла тура | a7 чорна тура · e7 чорний пішак · a6 чорний слон · b6 білий слон · d6 чорний король · e6 білий пішак · f6 чорний слон · g6 чорний ферзь · a5 білий пішак · b5 білий пішак · a4 білий король · c4 білий ферзь · e4 чорна тура · f4 білий пішак · h4 білий кінь · a3 білий кінь · d2 білий пішак · e2 біла тура · g2 білий слон · d1 біла тура | 5 |
| 4 | a7 чорна тура · e7 чорний пішак · a6 чорний слон · b6 білий слон · d6 чорний король · e6 білий пішак · f6 чорний слон · g6 чорний ферзь · a5 білий пішак · b5 білий пішак · a4 білий король · c4 білий ферзь · e4 чорна тура · f4 білий пішак · h4 білий кінь · a3 білий кінь · d2 білий пішак · e2 біла тура · g2 білий слон · d1 біла тура | a7 чорна тура · e7 чорний пішак · a6 чорний слон · b6 білий слон · d6 чорний король · e6 білий пішак · f6 чорний слон · g6 чорний ферзь · a5 білий пішак · b5 білий пішак · a4 білий король · c4 білий ферзь · e4 чорна тура · f4 білий пішак · h4 білий кінь · a3 білий кінь · d2 білий пішак · e2 біла тура · g2 білий слон · d1 біла тура | a7 чорна тура · e7 чорний пішак · a6 чорний слон · b6 білий слон · d6 чорний король · e6 білий пішак · f6 чорний слон · g6 чорний ферзь · a5 білий пішак · b5 білий пішак · a4 білий король · c4 білий ферзь · e4 чорна тура · f4 білий пішак · h4 білий кінь · a3 білий кінь · d2 білий пішак · e2 біла тура · g2 білий слон · d1 біла тура | a7 чорна тура · e7 чорний пішак · a6 чорний слон · b6 білий слон · d6 чорний король · e6 білий пішак · f6 чорний слон · g6 чорний ферзь · a5 білий пішак · b5 білий пішак · a4 білий король · c4 білий ферзь · e4 чорна тура · f4 білий пішак · h4 білий кінь · a3 білий кінь · d2 білий пішак · e2 біла тура · g2 білий слон · d1 біла тура | a7 чорна тура · e7 чорний пішак · a6 чорний слон · b6 білий слон · d6 чорний король · e6 білий пішак · f6 чорний слон · g6 чорний ферзь · a5 білий пішак · b5 білий пішак · a4 білий король · c4 білий ферзь · e4 чорна тура · f4 білий пішак · h4 білий кінь · a3 білий кінь · d2 білий пішак · e2 біла тура · g2 білий слон · d1 біла тура | a7 чорна тура · e7 чорний пішак · a6 чорний слон · b6 білий слон · d6 чорний король · e6 білий пішак · f6 чорний слон · g6 чорний ферзь · a5 білий пішак · b5 білий пішак · a4 білий король · c4 білий ферзь · e4 чорна тура · f4 білий пішак · h4 білий кінь · a3 білий кінь · d2 білий пішак · e2 біла тура · g2 білий слон · d1 біла тура | a7 чорна тура · e7 чорний пішак · a6 чорний слон · b6 білий слон · d6 чорний король · e6 білий пішак · f6 чорний слон · g6 чорний ферзь · a5 білий пішак · b5 білий пішак · a4 білий король · c4 білий ферзь · e4 чорна тура · f4 білий пішак · h4 білий кінь · a3 білий кінь · d2 білий пішак · e2 біла тура · g2 білий слон · d1 біла тура | a7 чорна тура · e7 чорний пішак · a6 чорний слон · b6 білий слон · d6 чорний король · e6 білий пішак · f6 чорний слон · g6 чорний ферзь · a5 білий пішак · b5 білий пішак · a4 білий король · c4 білий ферзь · e4 чорна тура · f4 білий пішак · h4 білий кінь · a3 білий кінь · d2 білий пішак · e2 біла тура · g2 білий слон · d1 біла тура | 4 |
| 3 | a7 чорна тура · e7 чорний пішак · a6 чорний слон · b6 білий слон · d6 чорний король · e6 білий пішак · f6 чорний слон · g6 чорний ферзь · a5 білий пішак · b5 білий пішак · a4 білий король · c4 білий ферзь · e4 чорна тура · f4 білий пішак · h4 білий кінь · a3 білий кінь · d2 білий пішак · e2 біла тура · g2 білий слон · d1 біла тура | a7 чорна тура · e7 чорний пішак · a6 чорний слон · b6 білий слон · d6 чорний король · e6 білий пішак · f6 чорний слон · g6 чорний ферзь · a5 білий пішак · b5 білий пішак · a4 білий король · c4 білий ферзь · e4 чорна тура · f4 білий пішак · h4 білий кінь · a3 білий кінь · d2 білий пішак · e2 біла тура · g2 білий слон · d1 біла тура | a7 чорна тура · e7 чорний пішак · a6 чорний слон · b6 білий слон · d6 чорний король · e6 білий пішак · f6 чорний слон · g6 чорний ферзь · a5 білий пішак · b5 білий пішак · a4 білий король · c4 білий ферзь · e4 чорна тура · f4 білий пішак · h4 білий кінь · a3 білий кінь · d2 білий пішак · e2 біла тура · g2 білий слон · d1 біла тура | a7 чорна тура · e7 чорний пішак · a6 чорний слон · b6 білий слон · d6 чорний король · e6 білий пішак · f6 чорний слон · g6 чорний ферзь · a5 білий пішак · b5 білий пішак · a4 білий король · c4 білий ферзь · e4 чорна тура · f4 білий пішак · h4 білий кінь · a3 білий кінь · d2 білий пішак · e2 біла тура · g2 білий слон · d1 біла тура | a7 чорна тура · e7 чорний пішак · a6 чорний слон · b6 білий слон · d6 чорний король · e6 білий пішак · f6 чорний слон · g6 чорний ферзь · a5 білий пішак · b5 білий пішак · a4 білий король · c4 білий ферзь · e4 чорна тура · f4 білий пішак · h4 білий кінь · a3 білий кінь · d2 білий пішак · e2 біла тура · g2 білий слон · d1 біла тура | a7 чорна тура · e7 чорний пішак · a6 чорний слон · b6 білий слон · d6 чорний король · e6 білий пішак · f6 чорний слон · g6 чорний ферзь · a5 білий пішак · b5 білий пішак · a4 білий король · c4 білий ферзь · e4 чорна тура · f4 білий пішак · h4 білий кінь · a3 білий кінь · d2 білий пішак · e2 біла тура · g2 білий слон · d1 біла тура | a7 чорна тура · e7 чорний пішак · a6 чорний слон · b6 білий слон · d6 чорний король · e6 білий пішак · f6 чорний слон · g6 чорний ферзь · a5 білий пішак · b5 білий пішак · a4 білий король · c4 білий ферзь · e4 чорна тура · f4 білий пішак · h4 білий кінь · a3 білий кінь · d2 білий пішак · e2 біла тура · g2 білий слон · d1 біла тура | a7 чорна тура · e7 чорний пішак · a6 чорний слон · b6 білий слон · d6 чорний король · e6 білий пішак · f6 чорний слон · g6 чорний ферзь · a5 білий пішак · b5 білий пішак · a4 білий король · c4 білий ферзь · e4 чорна тура · f4 білий пішак · h4 білий кінь · a3 білий кінь · d2 білий пішак · e2 біла тура · g2 білий слон · d1 біла тура | 3 |
| 2 | a7 чорна тура · e7 чорний пішак · a6 чорний слон · b6 білий слон · d6 чорний король · e6 білий пішак · f6 чорний слон · g6 чорний ферзь · a5 білий пішак · b5 білий пішак · a4 білий король · c4 білий ферзь · e4 чорна тура · f4 білий пішак · h4 білий кінь · a3 білий кінь · d2 білий пішак · e2 біла тура · g2 білий слон · d1 біла тура | a7 чорна тура · e7 чорний пішак · a6 чорний слон · b6 білий слон · d6 чорний король · e6 білий пішак · f6 чорний слон · g6 чорний ферзь · a5 білий пішак · b5 білий пішак · a4 білий король · c4 білий ферзь · e4 чорна тура · f4 білий пішак · h4 білий кінь · a3 білий кінь · d2 білий пішак · e2 біла тура · g2 білий слон · d1 біла тура | a7 чорна тура · e7 чорний пішак · a6 чорний слон · b6 білий слон · d6 чорний король · e6 білий пішак · f6 чорний слон · g6 чорний ферзь · a5 білий пішак · b5 білий пішак · a4 білий король · c4 білий ферзь · e4 чорна тура · f4 білий пішак · h4 білий кінь · a3 білий кінь · d2 білий пішак · e2 біла тура · g2 білий слон · d1 біла тура | a7 чорна тура · e7 чорний пішак · a6 чорний слон · b6 білий слон · d6 чорний король · e6 білий пішак · f6 чорний слон · g6 чорний ферзь · a5 білий пішак · b5 білий пішак · a4 білий король · c4 білий ферзь · e4 чорна тура · f4 білий пішак · h4 білий кінь · a3 білий кінь · d2 білий пішак · e2 біла тура · g2 білий слон · d1 біла тура | a7 чорна тура · e7 чорний пішак · a6 чорний слон · b6 білий слон · d6 чорний король · e6 білий пішак · f6 чорний слон · g6 чорний ферзь · a5 білий пішак · b5 білий пішак · a4 білий король · c4 білий ферзь · e4 чорна тура · f4 білий пішак · h4 білий кінь · a3 білий кінь · d2 білий пішак · e2 біла тура · g2 білий слон · d1 біла тура | a7 чорна тура · e7 чорний пішак · a6 чорний слон · b6 білий слон · d6 чорний король · e6 білий пішак · f6 чорний слон · g6 чорний ферзь · a5 білий пішак · b5 білий пішак · a4 білий король · c4 білий ферзь · e4 чорна тура · f4 білий пішак · h4 білий кінь · a3 білий кінь · d2 білий пішак · e2 біла тура · g2 білий слон · d1 біла тура | a7 чорна тура · e7 чорний пішак · a6 чорний слон · b6 білий слон · d6 чорний король · e6 білий пішак · f6 чорний слон · g6 чорний ферзь · a5 білий пішак · b5 білий пішак · a4 білий король · c4 білий ферзь · e4 чорна тура · f4 білий пішак · h4 білий кінь · a3 білий кінь · d2 білий пішак · e2 біла тура · g2 білий слон · d1 біла тура | a7 чорна тура · e7 чорний пішак · a6 чорний слон · b6 білий слон · d6 чорний король · e6 білий пішак · f6 чорний слон · g6 чорний ферзь · a5 білий пішак · b5 білий пішак · a4 білий король · c4 білий ферзь · e4 чорна тура · f4 білий пішак · h4 білий кінь · a3 білий кінь · d2 білий пішак · e2 біла тура · g2 білий слон · d1 біла тура | 2 |
| 1 | a7 чорна тура · e7 чорний пішак · a6 чорний слон · b6 білий слон · d6 чорний король · e6 білий пішак · f6 чорний слон · g6 чорний ферзь · a5 білий пішак · b5 білий пішак · a4 білий король · c4 білий ферзь · e4 чорна тура · f4 білий пішак · h4 білий кінь · a3 білий кінь · d2 білий пішак · e2 біла тура · g2 білий слон · d1 біла тура | a7 чорна тура · e7 чорний пішак · a6 чорний слон · b6 білий слон · d6 чорний король · e6 білий пішак · f6 чорний слон · g6 чорний ферзь · a5 білий пішак · b5 білий пішак · a4 білий король · c4 білий ферзь · e4 чорна тура · f4 білий пішак · h4 білий кінь · a3 білий кінь · d2 білий пішак · e2 біла тура · g2 білий слон · d1 біла тура | a7 чорна тура · e7 чорний пішак · a6 чорний слон · b6 білий слон · d6 чорний король · e6 білий пішак · f6 чорний слон · g6 чорний ферзь · a5 білий пішак · b5 білий пішак · a4 білий король · c4 білий ферзь · e4 чорна тура · f4 білий пішак · h4 білий кінь · a3 білий кінь · d2 білий пішак · e2 біла тура · g2 білий слон · d1 біла тура | a7 чорна тура · e7 чорний пішак · a6 чорний слон · b6 білий слон · d6 чорний король · e6 білий пішак · f6 чорний слон · g6 чорний ферзь · a5 білий пішак · b5 білий пішак · a4 білий король · c4 білий ферзь · e4 чорна тура · f4 білий пішак · h4 білий кінь · a3 білий кінь · d2 білий пішак · e2 біла тура · g2 білий слон · d1 біла тура | a7 чорна тура · e7 чорний пішак · a6 чорний слон · b6 білий слон · d6 чорний король · e6 білий пішак · f6 чорний слон · g6 чорний ферзь · a5 білий пішак · b5 білий пішак · a4 білий король · c4 білий ферзь · e4 чорна тура · f4 білий пішак · h4 білий кінь · a3 білий кінь · d2 білий пішак · e2 біла тура · g2 білий слон · d1 біла тура | a7 чорна тура · e7 чорний пішак · a6 чорний слон · b6 білий слон · d6 чорний король · e6 білий пішак · f6 чорний слон · g6 чорний ферзь · a5 білий пішак · b5 білий пішак · a4 білий король · c4 білий ферзь · e4 чорна тура · f4 білий пішак · h4 білий кінь · a3 білий кінь · d2 білий пішак · e2 біла тура · g2 білий слон · d1 біла тура | a7 чорна тура · e7 чорний пішак · a6 чорний слон · b6 білий слон · d6 чорний король · e6 білий пішак · f6 чорний слон · g6 чорний ферзь · a5 білий пішак · b5 білий пішак · a4 білий король · c4 білий ферзь · e4 чорна тура · f4 білий пішак · h4 білий кінь · a3 білий кінь · d2 білий пішак · e2 біла тура · g2 білий слон · d1 біла тура | a7 чорна тура · e7 чорний пішак · a6 чорний слон · b6 білий слон · d6 чорний король · e6 білий пішак · f6 чорний слон · g6 чорний ферзь · a5 білий пішак · b5 білий пішак · a4 білий король · c4 білий ферзь · e4 чорна тура · f4 білий пішак · h4 білий кінь · a3 білий кінь · d2 білий пішак · e2 біла тура · g2 білий слон · d1 біла тура | 1 |
|   | a | b | c | d | e | f | g | h |   |

FEN: 8/r3p3/bB1kPbq1/PP6/K1Q1rP1N/N7/3PR1B1/3R4
1. d4! ~ 2. Qc6# 
1. ... Rxd4 2. Qb4#
В початковій позиції білий ферзь є зв'язаний. Вступним ходом білого пішака розв'язується білий ферзь і виникає від нього загроза мату. Чорна тура забирає пішака і білий ферзь знову зв'язаний, але при цьому зв'язується тура, яка взяла пішака. Білий ферзь ходом Пелле оголошує мат на зв'язку чорної тури.